# Commissie voor de milieueffectrapportage
De Commissie voor de milieueffectrapportage (Commissie m.e.r. of Commissie mer) is een Nederlandse adviesraad. Ze adviseert over de inhoud en kwaliteit van milieueffectrapporten. De Commissie is een volgens de Wet milieubeheer zelfstandige stichting, die een deskundig en onafhankelijk advies uitbrengt. Conform die wet adviseert zij alleen aan het bevoegd gezag: Rijk, provincie, gemeente of waterschap.

## Soorten advies
De Commissie m.e.r. kan op meerdere momenten bijdragen aan de kwaliteit van de milieueffectrapportage. Bij de start kan zij een advies over reikwijdte en detailniveau geven: wat moet er onderzocht worden en tot op welk detailniveau? Zij geeft in het advies bijvoorbeeld aan welke milieueffecten relevant zijn en welke berekeningen gemaakt moeten worden. Als het milieueffectrapport geschreven is beoordeelt zij het rapport op juistheid en volledigheid in een toetsingsadvies. Bijvoorbeeld of de berekeningen kloppen, en of er geen relevante informatie over het hoofd is gezien.

## Onafhankelijke deskundigen
De Commissie m.e.r. werkt met werkgroepen met een wisselende samenstelling. Zij beschikt over een uitgebreid netwerk van deskundigen op tal van relevante vakgebieden, zoals luchtkwaliteit, geluid, waterhuishouding, natuur, verkeerskunde, landinrichting, stedenbouwkunde en windenergie. Die deskundigen werken onder meer bij wetenschappelijke instituten, adviesbureaus en overheden. Per project stelt de Commissie een werkgroep met de juiste expertise samen. De Commissie selecteert de deskundigen voor de werkgroepen zorgvuldig, zodat belangenverstrengeling uitgesloten is. Daardoor kan de Commissie altijd vanuit een onafhankelijke positie opereren.

## Taken die de Commissie niet uitvoert
Zij:
- bemoeit zich nooit met politieke afwegingen of besluitvorming (daarvoor is het bevoegd gezag verantwoordelijk);
- bepaalt niet of en op welke manier een project of beleid moet worden uitgevoerd (welk alternatief het beste is);
- stelt geen milieueffectrapporten op (daarvoor is de initiatiefnemer verantwoordelijk);
- beantwoordt niet de zienswijzen op het MER (dat doet het bevoegd gezag);
- is geen overheidsinstantie. Daardoor kan zij de overheid voorzien van onafhankelijk advies.

## Commissie m.e.r. internationaal
De Commissie m.e.r. is ook buiten Nederland actief. In het buitenland adviseert zij niet alleen over projecten, maar ook over het opzetten van een m.e.r.-systeem of het ontwikkelen van kennis over m.e.r.

## Geschiedenis
Voordat de Commissie voor de milieueffectrapportage wettelijk werd geïnstalleerd, heeft Nederland een aantal proefnemingen gedaan met m.e.r., waarbij per 15 december 1981 een voorlopige Commissie m.e.r. werd ingeschakeld, onder voorzitterschap van Jan ("Jip") Spaander. Bij de installatie van de Commissie m.e.r. in mei 1986 werd Hans Cohen tot voorzitter benoemd, en werden er enkele plaatsvervangende voorzitters benoemd. Hij werd in 1993 opgevolgd voor Peter van Duursen. Van mei 1998 tot mei 2013 was ir. Niek Ketting de voorzitter. Hij werd opgevolgd door was Kees Linse. Vanaf 1 januari 2020 was Eric van der Burg voorzitter van de Commissie. Omdat Van der Burg als staatssecretaris toetrad tot het kabinet-Rutte IV, was vanaf april 2022 Marja van der Tas waarnemend-voorzitter en werd Hans Mommaas per 1 november 2022 benoemd tot voorzitter.